# Dane (rivière)
Pour les articles homonymes, voir Dane.
La rivière Dane est un cours d'eau de la région de Marlborough dans l’Ile du Sud de la Nouvelle-Zélande. C'est un affluent du fleuve Awatere. 

## Géographie
Elle s’écoule vers le nord sur 7 km, pour atteindre sa  confluence au nord-est de Molesworth Station.